# Christian Origins and the Question of God
Christian Origins and the Question of God is een serie academische werken van de invloedrijke, Britse, Anglicaanse nieuwtestamenticus N.T. Wright. Deze worden breed beschouwd als baanbrekend en invloedrijk in de studie van het Nieuwe Testament. Vier delen zijn reeds verschenen:
- The New Testament and the People of God (deel 1, 1992) behandelt de Joodse en Romeinse context waarin de kerk in de 1e eeuw ontstond.

- Jesus and the Victory of God (deel 2, 1996) onderzoekt hoe Jezus zichzelf moet hebben gezien.

- The Resurrection of the Son of God (deel 3, 2003) beschrijft hoe in de 1e eeuw werd gedacht over het terugkeren uit het dodenrijk en of de opstanding van Christus historisch plausibel is.

- Paul and the Faithfulness of God (deel 4, in twee banden, 2013) behandelt het leven en denken van de apostel Paulus.

Wright heeft de opzet van de serie (waaraan hij sinds het begin van de jaren 90 schrijft) al enkele malen aangepast. Zo was het oorspronkelijk de bedoeling dat deel 3 een hoofdstuk aan het eind van deel 2 zou zijn. Onder dit voorbehoud heeft Wright de volgende twee delen aangekondigd:
- The Gospels and the Story of God (deel 5) beschrijft de vier evangelieschrijvers als zelfstandige theologische denkers.

- The Early Christians and the Purpose of God (deel 6) trekt uit de vijf voorgaande delen praktische, hermeneutische en theologische conclusies.